# Autostrada A39 (Portugalia)
Autostrada A39 (port. Autoestrada A39, Via Rápida do Barreiro) – autostrada w środkowej Portugalii, przebiegająca przez dystrykt Setúbal.
Autostrada łączy Barreiro z autostradą  w Coina.

## Historia budowy
| Odcinek               | Stan na (2013) | Długość |
| --------------------- | -------------- | ------- |
| – Barreiro (Lavradio) | w użytku       | 9,4 km  |